# Satoshi Hino
Satoshi Hino (日野 聡?, Hino Satoshi; San Francisco, 4 agosto 1978) è un doppiatore giapponese.
È noto per aver doppiato Kyojuro Rengoku in Demon Slayer - Kimetsu no Yaiba, Ainz Ooal Gown in Overlord e Daichi Sawamura in Haikyu! L'asso del volley. Ha collaborato con la doppiatrice Rie Kugimiya in diversi anime come protagonisti, ad esempio in Shakugan no Shana, Zero no tsukaima e Nabari.

## Doppiaggio
2001
- Shadow Hearts - Halley Brancket

2002
- Naruto - Akio

2003
- Ikki Tōsen - Kokin Shuyu[1]
- Nitaboh - Nitaro/Nitaboh

2004
- Meine Liebe - Anri
- Yakitate!! Japan - Masanobu Tsutsumi
- Yu-Gi-Oh! Duel Monsters GX - Kagurazaka

2005
- Shakugan no Shana - Yūji Sakai[2]
- Trinity Blood - Abel (young)

2006
- Asatte no Hōkō - Hiro Iokawa
- Gintama - Kamui
- Jigoku Shōjo Futakomori - Seiichi Meshiai
- Project Sylpheed - Katana Faraway
- Zero no tsukaima - Saito Hiraga[3]

2007
- Hayate no Gotoku - Kyonosuke Kaoru
- Kimikiss Pure Rouge - Kōichi Sanada[4]
- Naruto Shippuden - Sai
- Shakugan no Shana II (Second) - Yūji Sakai[5]
- Zero no tsukaima: Futatsuki no kishi - Saito Hiraga[6]

2008
- Cross Edge - Yūto Kannagi
- Nabari - Kōichi Aizawa[7]
- Nodame Cantabile: Paris - Li Yunlong
- Zero no tsukaima: Princess no Rondo - Saito Hiraga[8]
- Kuroshitsuji - Ash

2009
- Hatsukoi Limited - Yoshihiko Bessho
- Metal Fight Beyblade - Tategami Kyouya
- Taishō Baseball Girls - Saburou Kitani
- Tayutama: Kiss on my Deity - Yuuri Mito[9]
- Uragiri wa Boku no Namae wo Shitteiru- Senshirou Furuori

2010
- Hanamaru Kindergarten - Naozumi Tsuchida [10]
- Bakuman - Akito Takagi
- Cat Shit One - Botasky
- Densetsu no yūsha no densetsu - Luke Stokkart
- Otome yōkai Zakuro - Riken Yoshinokazura
- A Certain Magical Index II - Shiage Hamazura
- Uragiri wa Boku no Namae o Shitteiru - Senshiro Furuori
- Highschool of the Dead - Tsunoda

2011
- Bakuman 2 - Akito Takagi
- Mayo Chiki! - Kinjirō Sakamachi
- Gintama- Kamui
- Shakugan no Shana III (Final) - Yūji Sakai[11]
- Working'!! - Kirio Yamada
- Sket Dance - Akitoshi Daimon

2012
- Zero no tsukaima F - Saito Hiraga
- Yurumates 3D - Matsukichi
- Yu-Gi-Oh! Zexal II - Rei Shingetsu
- Accel World - Rust Jigsaw
- Hagure Yuusha no Estetica - Ryouhei Uesaki
- Bakuman 3 - Akito Takagi
- Dramatical Murder - Noiz

2013
- The Guided Fate Paradox - Renya Kagurazaka
- Yu-Gi-Oh! Zexal II - Vector/Rei Shingetsu
- Amnesia - Toma
- Hakkenden: Tōhō hakken ibun -  Sōsuke Inukawa/Ao
- Magi: The Labyrinth of Magic  - Koumei Ren

2014
- Haikyu!! - Daichi Sawamura

2015
- Go! Princess Pretty Cure - Shut
- Overlord - Ainz Ooal Gown
- Plastic Memories - Constance
- Nights of Azure - Lloyd

2016
- Yakuza Kiwami - Takashi

2017
- Black Clover - Gauche Adlai
- Yakuza Kiwami 2 - Takashi

2018
- Shin Megami Tensei: Liberation Dx2 - Joshua Hawk
- Overlord II - Ainz Ooal Gown
- Overlord III - Ainz Ooal Gown
- The King of Fighters: All Star - Kamui
- SaGa: Scarlet Grace – Ambitions - Adill
- Voice of Fox -  Ji Hetian

2019
- Given -  Akihiko Kaji (audio drama)
- Demon Slayer - Kyojuro Rengoku
- Fire Force - Huo Yan Li
- Persona 5 Royal - Takuto Maruki

2020
- Arknights - Hung
- Infinite Dendrogram - Shuichi Mukudori/Shu Starling

2021
- That Time I Got Reincarnated as a Slime - Grucius
- Bravely Default II - Principe Castor
- Blaster Master Zero Trilogy: MetaFight Chronicle - Kane Gardner, Narratore
- Le bizzarre avventure di JoJo: Stone Ocean - Johngalli A
- Tsuki to Raika to Nosuferatu - Mikhail Yashin
- Jujutsu kaisen - Sorcery Fight - Noritoshi Kamo

2022
- Bleach - Thousand Year Blood War - Lille Barro
- Witch on the Holy Night - Kazuki Yamashiro

2023
- Wo Long: Fallen Dynasty - Zhao Yun
- Rurouni Kenshin (2023) - Hajime Saito
- La principessa sacrificale e il re delle bestie - Leonheart

2024
- Jujutsu Kaisen Cursed Clash - Noritoshi Kamo

2025
- Rune Factory: Guardians of Azuma - Kusatsu